# Batwoman (3.ª temporada)
A terceira e última temporada da série de televisão americana de super-heróis Batwoman foi anunciada em fevereiro de 2021 e estreou na The CW em 13 de outubro de 2021. É estrelada por Javicia Leslie, Rachel Skarsten, Meagan Tandy, Nicole Kang, Camrus Johnson, Robin Givens, Victoria Cartagena e Nick Creegan.

## Episódios
| N.º geral | N.º na temp. | Título                        | Dirigido por     | Escrito por                                     | Exibição original       | Cód. de produção | Audiência U.S. (milhões) |
| --- | ------------ | ----------------------------- | ---------------- | ----------------------------------------------- | ----------------------- | ---------------- | ------------------------ |
| 39 | 1            | "Mad as a Hatter"             | Holly Dale       | Caroline Dries                                  | 13 de outubro de 2021   | T13.23151        | 0.47                     |
| Aproximadamente duas semanas se passaram desde os eventos do final da segunda temporada. O fã de Alice, Liam Crandle, compra o chapéu perdido do Mad Hatter, descobre seu segredo e decide se tornar o segundo Mad Hatter. Alice aparentemente recebe cartões postais de Jacob quando é visitada por Mary. Ryan Wilder recupera o raminho de hera venenosa, pois Luke Fox tem problemas com as falhas de seu traje. Renee Montoya pede ao prefeito Hartley que a deixe agir antes que Gotham City se torne "a versão de Jim Gordon novamente" again. Durante a formatura, Mad Hatter controla a mente de Mary para remover os órgãos do presidente da universidade, fazendo com que Ryan relutantemente tire Alice do Arkham Asylum. Alice confronta Mad Hatter para desfazer o controle mental enquanto ela o apunhala pelas costas. Depois, Alice é devolvida a Arkham por Luke. Ryan cria o codinome "Batwing" para Luke e recusa as informações de Sophie sobre sua mãe verdadeira. A CEO da Jeturian Industries, Jada Jet, é informada sobre uma violação de segurança sobre ela, Mary recebe um pacote de Kate e Luke encontra uma IA. versão de seu pai Lucius Fox em seu capacete. Tendo aprendido a identidade de Batwoman com Alice, Renee a chantageia para trabalhar com Alice para encontrar e neutralizar todos os itens do Batvilão.                                         |              |                               |                  |                                                 |                         |                  |                          |
| 40 | 2            | "Loose Tooth"                 | Jeffrey Hunt     | Chad Fiveash & James Stoteraux                  | 20 de outubro de 2021   | T13.23152        | 0.49                     |
| Montoya explica que qualquer violação deixará Alice em confinamento solitário em Arkham para sempre. Sua primeira missão é lidar com Killer Croc-como situação envolvendo o dente de Killer Croc. Enquanto Jada Jet reclama sobre espionagem industrial para Ryan, o CEO interino da Wayne, Sophie diz a Ryan que that Jada é sua mãe biológica. Mary conhece o Lucius Fox A.I. enquanto Luke especula que o estado de saúde estava por trás da falha. Alice determina os campos de caça de Killer Croc, e Batwoman e Alice vão para lá à noite, onde a jovem Whitney foi sequestrada. Em um esgoto eles encontram Mason, cujo filho Steven foi infectado pelo dente e se tornou o monstro. Para proteger Steven, Mason subjuga Batwoman com um aguilhão de gado, também fritando o monitor de tornozelo de Alice antes que Steven a arraste para longe. Batwoman encontra Mason morto, resgata Whitney, e subjuga Steven, enquanto Batwing pega Alice e injeta nanobots de rastreamento nela. Com Whitney resgatada e o dente de Killer Croc sob custódia de Montoya, Vesper relata que Alice e Killer Croc 2.0 estão em Arkham, este último em um habitat especial. Montoya abre a amostra de Poison Ivy e descobre que é falsa. Ryan visita Jada e anuncia sua filiação a ela. |              |                               |                  |                                                 |                         |                  |                          |
| 41 | 3            | "Freeze"                      | Greg Beeman      | Nancy Kiu                                       | 27 de outubro de 2021   | T13.23153        | 0.42                     |
| Jada está impressionada com Ryan, mas não quer nada com ela. Seu charmoso filho, por outro lado, quer trabalhar com Ryan pelas costas de Jada. O congelamento repentino de um ônibus urbano aponta para o falecido Victor Fries, cuja viúva Nora sobreviveu sendo descongelada, mas agora está enferma, embora curada de sua doença original. Batwoman invade o armário de evidências do GCPD para a máquina de Fries. Antes de chegar lá, a irmã de Nora, Dee, o roubou, pois ambos são sequestrados por mercenários que trabalham para um cliente desconhecido. Com a ajuda de Batwing, Batwoman recupera a máquina e resgata Nora e Dee, mas o mercenário líder escapa. Alice reclama que está doente, alucinando os nanobots rastejando dentro de sua pele, e não consegue escapar quando Nora fica indiferente a ser feita refém. Depois que Mary visita Nora e Dee em um parque e oferece mais ajuda médica, ela é subitamente agarrada por uma videira e arrastada. |              |                               |                  |                                                 |                         |                  |                          |
| 42 | 4            | "Antifreeze"                  | Holly Dale       | Daniel Thomsen                                  | 3 de novembro de 2021   | T13.23154        | 0.52                     |
| Ninguém está interessado na estranha pernoite de Mary no parque, já que Ryan é festejada como uma das jovens líderes empresariais de Gotham. Quando ela conhece Marquis lá, Jordan desaparece de repente, e quando Marquis os ajuda a encontrá-la, ela foi congelada de alguma forma à temperatura ambiente. Alice convenceu Montoya a deixá-la sair novamente depois que Mary especula que suas alucinações podem vir de drogas dadas a ela em Arkham. Alice determina que a Black Glove está congelando pessoas, revivendo-as sem sucesso até que Jordan (que as estava investigando) seja recuperado. Ryan descobre que Jada vazou para Vesper que os fundos de Wayne foram desviados para um orçamento negro (na verdade, o da Batcaverna). Como tanques de estoque de Wayne, Luke e Wayne PR funcionário Charlie são capazes de vender o desvio como um projeto de defesa confidencial para A.R.G.U.S. com a ajuda de John Diggle, mas o conselho de administração pede que Ryan renuncie ao cargo de CEO interino, já que Wayne corre o risco de uma aquisição hostil caso ela não o faça. Um agente da Black Glove entrega a Jada o que ele diz ser uma técnica confiável de congelamento e descongelamento. Jada planeja usar isso em Marquis enquanto afirma que ele estará de "licença".                                                                                          |              |                               |                  |                                                 |                         |                  |                          |
| 43 | 5            | "A Lesson from Professor Pyg" | David Ramsey     | Caroline Dries & Ebony Gilbert                  | 10 de novembro de 2021  | T13.23155        | 0.37                     |
| Batwoman pega Alice do apartamento de Sophie para olhar para um homem estrangulado com um chicote. Renee acha que pode ser da Mulher-Gato - não é, mas Alice revisa arquivos antigos com Renee. Ela identifica o assassino como vilão menor Flamingo, mas também aprende sobre a história de Renee com Poison Ivy. Os poderes e hábitos de Ivy podem ser transmitidos por infecção, e Alice suspeita que isso tenha acontecido com Mary. Enquanto isso, Ryan foi convidada para jantar por Jada e traz Sophie como convidada para que ela possa incomodar o escritório de Jada. O chef serve vinho doseado com um paralítico e se revela como o Professor Pyg, cuja vida foi arruinada quando Jada o demitiu. Ryan, Sophie e os Jets fogem para o quarto do pânico de Jada, depois que Ryan esfaqueia Pyg. Enquanto Ryan sai para encontrar um epipen, Jada nega a Sophie que ela sabia sobre os experimentos dos Black Gloves. Ryan desmaia quando Jada se rende. Ryan finalmente consegue usar um epipen em Marquis, que se recupera e esfaquiea Pyg até a morte. Jada diz a Ryan que planeja congelar Marquis porque ele é sociopata desde que o Joker o chocou com sua campainha de alegira. A cena final tem Marquis espalhando sangue pelos lábios no estilo do Joker. |              |                               |                  |                                                 |                         |                  |                          |
| 44 | 6            | "How Does Your Garden Grow?"  | Robert Duncan    | Jerry Shandy & Natalie Abrams                   | 17 de novembro de 2021  | T13.23156        | 0.41                     |
| Um homem é encontrado sepultado em um favo de mel com abelhas, alertando a polícia e Montoya. Sophie pergunta a Renee sobre a Luva Negra que congelou o Jordan atualmente em recuperação, e Renee aconselha Sophie a ficar longe deles. Mary revive o homem, que afirma que Mary fez isso. Aparentemente, Mary foi infectada pelas plantas de Ivy - ela não se lembra de nada, mas se algema a um console. Batwoman e Alice mais tarde encontram o agente da Black Glove, Virgil Getty, que congelou Jordan e seus amigos, enterrados até o pescoço no solo, aparentemente por Mary. Ryan mantém Getty de Renee, mas Alice vaza sua localização para Sophie, que tortura Getty sobre Black Glove antes que Batwoman o impeça. Getty se mata para proteger os segredos de Black Glove. Alice usa a luz do sol para transformar Mary, que nocauteia Luke e é libertada por Alice. A nova Poison Mary atrai Batwoman e Batwing para os jardins botânicos, onde ela os prende e os subjuga com plantas, fugindo com o componente Batwing com a IA para Lucius Fox, e repreende Ryan e Luke por ignorá-la por semanas. Renee os liberta enquanto os repreende por não contar a ela sobre a infecção de Mary. Enquanto Sophie e Renee se beijam depois de uma bebida juntos, Ryan pede um favor de Jada. Alice rouba um carro e sai com Poison Mary.                                              |              |                               |                  |                                                 |                         |                  |                          |
| 45 | 7            | "Pick Your Poison"            | Holly Dale       | Kelly Ota & Emily Alonso                        | 24 de novembro de 2021  | T13.23157        | 0.46                     |
| Ryan ajuda Jada a capturar Marquis em troca de uma cura para a condição de Mary. Enquanto Jada se prepara para colocar Marquis em animação suspensa, ele escapa e rouba a cura. Alice e Mary fogem de Gotham, planejando dar a Alice uma transfusão de sangue completa para livrá-la das nanomáquinas rastreadoras. Marquis força seu caminho para a Torre Wayne e deixa Luke inconsciente. Ryan confronta Marquis, que a obriga a passar o controle da Wayne Enterprises para ele em troca da cura de Mary. Os crescentes poderes de controle mental de Mary permitem que ela encontre rapidamente doadores de sangue suficientes para Alice, e eles completam a transfusão. Ryan consegue rastrear Mary, mas o último a hipnotiza para revelar o que ela faria se Mary não tomasse a cura. Mary chama vines para prender Ryan e destrói a cura, dizendo que a persona Poison Ivy é seu verdadeiro eu, antes de fugir com Alice. Com Luke selando a Batcaverna para impedir que Marquis a encontre, Ryan, Luke e Sophie assistem enquanto Marquis faz sua estréia pública como o novo CEO da Wayne Enterprises, prometendo colocar um sorriso nos rostos da população de Gotham. Como Alice também assiste a este evento, Mary faz uma estreia semelhante no traje de Hera Venenosa enquanto abraça sua nova identidade de vilã.                                                           |              |                               |                  |                                                 |                         |                  |                          |
| 46 | 8            | "Trust Destiny"               | Marshall Virtue  | Ebony Gilbert & Daphne Miles                    | 12 de janeiro de 2022   | T13.23158        | 0.52                     |
| Em flashbacks, Renee traiu sua amante Poison Ivy com a fórmula dessecante de Batman para evitar seu ecoterrorismo. No presente, Poison Mary e Alice devem usar suas habilidades de controle mental em um hotel Metropolis depois que Luke hackeia os cartões de crédito de Mary. Em Gotham City, Ryan, Sophie e Renee invadem a festa de Marquis em Wayne, subjugam os guardas e chegam à Batcaverna. Lá Ryan se torna Batwoman e isola um batimento cardíaco fraco onde Hera Venenosa foi escondida por Batman nas profundezas da Batcaverna. Poison Mary se infiltra na festa e se encontra com Marquis, onde ela sussurra algo para ele. Depois de obter a cópia da fórmula de dessecação do corpo de Poison Ivy, Batwoman vai para o telhado para enfrentar Poison Mary, mas encontra Marquis, mantendo Luke refém. Durante a luta, Marquis é atingido com a fórmula de dessecação enquanto Poison Mary escapa. Depois de rastrear Alice, Sophie procura no escritório de Renee. Enquanto Marquis é colocado na mesa na clínica de Mary, Batwoman liga para Jada para trabalhar em outra tentativa de curar Marquis. Sophie diz a Batwoman que encontrou a campainha de alegria de Joker lá, concluindo que a missão do troféu Batvillain de Renee tinha como objetivo deixá-la encontrar e resgatar Poison Ivy. Na Batcaverna, Ivy e Renee se foram.                                   |              |                               |                  |                                                 |                         |                  |                          |
| 47 | 9            | "Meet Your Maker"             | Michael Blundell | Caroline Dries & Maya Houston                   | 19 de janeiro de 2022   | T13.23159        | 0.44                     |
| Ryan, Sophie e Luke procuram Poison Ivy em um parque nacional, onde ela está escondida com Renee e não volta ao poder total. Jada se reúne com seu velho amigo, John Diggle, e eles procuram a campainha de alegria do Coringa para ajudar a tratar Marquis. Alice se vê arrastada para um local por Poison Mary, que está sendo chamada por Poison Ivy. O Bat Team é atacado pelas plantas de Poison Ivy, fazendo com que eles se refugiem em uma cabana. Ao chegar, Poison Mary coloca Alice para dormir para que ela não interfira. Poison Ivy paralisa Renee quando ela tenta convencê-la a desistir de seus planos, mas Renee se tornou imune aos feromônios. Jada e John encontram a campainha da alegria no escritório de Renee, bem como uma lista mencionando os troféus de vilões do Batman obtidos. Poison Mary, sem saber, mata um caçador que a encontra antes que Renee a tranquilize. Luke apresenta um plano para combater as plantas de Poison Ivy, e Sophie beija Ryan. No dia seguinte, Luke visita o túmulo de seu pai e conhece John, que precisa de ajuda para abrir uma caixa misteriosa. Poison Ivy e Poison Mary finalmente se encontram e se abraçam, devolvendo Poison Ivy ao poder total. |              |                               |                  |                                                 |                         |                  |                          |
| 48 | 10           | "Toxic"                       | Glen Winter      | Caroline Dries & Jerry Shandy                   | 26 de janeiro de 2022   | T13.23160        | 0.48                     |
| Poison Ivy é capaz de restaurar seus poderes de Poison Mary, mas as dúvidas deste último crescem quando Ivy assassina um executivo de saúde e planeja quebrar Gotham Dam e inundar a cidade. Com a ajuda de Alice, Ryan e Luke tentam obter informações de Renée sobre Hera Venenosa. Jada dá a campainha de alegria para Batwoman, mas exige o retorno de Marquis à meia-noite. Mary decide ajudar Batwoman depois que Alice revela seu assassinato acidental de um caçador, e ela e os outros fazem um plano para usar Mary como um cavalo de Tróia para Ivy, fazendo com que ela seja portadora de um bloqueador de feromônios. Ivy tenta extrair mais poder de Mary quando ela retorna, mas isso a enfraquece e Batwoman é capaz de derrotá-la. Luke supera sua dúvida e, como Batwing, evita o colapso da barragem. Ivy acorda em um avião, onde Renee diz a ela que ela combinou com Sophie para que ela e Ivy se mudassem para Coryana. Como Mary agora está de volta ao seu antigo eu, Jada vira o público contra a Batwoman, alegando que ela liberou todos os troféus de vilões do Batman e é responsável pelos danos à barragem. Alguns dos vazamentos na clínica de Mary aterrissam no Marquês desidratado, revivendo-o. |              |                               |                  |                                                 |                         |                  |                          |
| 49 | 11           | "Broken Toys"                 | Camrus Johnson   | Chad Fiveash & James Stoteraux & Natalie Abrams | 2 de fevereiro de 2022  | T13.23161        | 0.54                     |
| O primeiro movimento de Marquis é assumir Arkham. Ryan visita Jada para aprender sua influência contra o Marquês, mas eles são feitos reféns por Victor Zsasz, o primeiro membro do "programa de liberação de trabalho" de Marquis. Enquanto Batwing e Sophie invadem Wayne para recuperar a IA de Lucius, Mary e Alice localizam a fabricante de brinquedos do Coringa, Kiki Roulette, para consertar a campainha da alegria. Kiki afirma ter se arrependido e os leva para sua antiga oficina. Zsasz planeja matar Jada, mas dá a Batwoman uma hora para resgatá-la. Ryan descobre que Jada queria mandá-la para outra família, mas foi enganada por seu médico, fazendo com que Ryan fosse abandonado. Jada percebe que Ryan é Batwoman depois que ela derrota Zsasz. Kiki conserta a campainha, que funcionará apenas mais uma vez, e revela que está trabalhando com Marquis. Batwing e Sophie lutam contra os servos de Marquis enquanto Batwoman salva Mary e Alice, mas Kiki escapa com a campainha de alegria e se encontra com Marquis. Jada melhora seu relacionamento com Ryan. Alice pede a Mary que pegue a campainha da alegria para ela mesma para que ela possa se tornar Beth novamente. Luke diz a "Lucius" que agora ele entende sua cautela anterior, e eles concordam que ele está pronto para se tornar Batwing. Ryan e Sophie se tornam um casal.                   |              |                               |                  |                                                 |                         |                  |                          |
| 50 | 12           | "We're All Mad Here"          | Eric Dean Seaton | Maya Houston & Daphne Miles                     | 23 de fevereiro de 2022 | T13.23162        | 0.41                     |
| O estado mental de Alice piora, fazendo com que ela alucine Mouse e Ocean. Mary se sente traída por Alice não ter impedido sua transformação de Poison Mary, então Alice rastreia Kiki e exige que ela faça outra campainha de alegria. No entanto, Marquis atira em Kiki. Mary visita a família do caçador que ela matou acidentalmente, apenas para descobrir que Alice assumiu a culpa por sua morte. Marquis sequestra Jada e os outros membros conhecidos da Black Glove Society Barbara Kean, Burton Crowne, Mario Falcone e Jeremiah Arkham. Ele mata Crowne, Falcone e Arkham antes de revelar a Alice que o dia em que o Coringa sequestrou seu ônibus escolar foi no mesmo dia em que o carro de sua mãe saiu da ponte. Desesperada, Alice faz um acordo com Marquês em troca da campainha da alegria. Antes que Marquis possa matar Jada, Batwoman chega e luta contra Marquis enquanto liberta Jada e Barbara. Alice é subjugada por Sophie enquanto Batwing reivindica a campainha de alegria. De volta ao Arkham Asylum, Alice conhece Mary, agora sua médica pessoal, e admite que contou a Marquis sobre a Batcaverna. |              |                               |                  |                                                 |                         |                  |                          |
| 51 | 13           | "We Having Fun Yet?"          | Holly Dale       | Nancy Kiu & Caroline Dries                      | 2 de março de 2022      | T13.23163        | 0.42                     |
| Marquis transmite para Gotham City do antigo esconderijo do Coringa na Amusement Mile que ele irá expor a identidade da Batwoman em 5 horas. A Bat Team trabalha com Jada para rastrear Marquis e combater sua trama. Após a visita de Mary a uma Alice desestabilizadora em Arkham, Ryan a visita e convence Alice a deixar a campainha da alegria ser usada em Marquis. Alice revela o que ela aprendeu com os presos sobre o verdadeiro plano de Marquis, levando Luke e Mary a perceberem que ele vai distribuir o ácido do Coringa sobre a cidade usando o Batblimp. Enquanto Batwoman vai enfrentar Marquis, Luke e Sophie entram sorrateiramente na Batcaverna, onde usam o guarda-chuva hipnótico, do Pinguim, de fazer todos se abrigarem dentro de casa. Batwoman luta contra Marquis no Batblimp e eles caem, mas pousam com segurança. Com a ajuda de Alice, Batwoman zapeia Marquis com a campainha da alegria. Luke redireciona o Batblimp para uma parte desolada de Gotham City com o Lucius Fox AI, sacrificando-o para isso. A sanidade do Marquês é restaurada. Alice deixa Gotham City para um sanatório no exterior com a aprovação de Mary. A Bat Team recupera a Wayne Enterprises, retomando sua missão. Dana DeWitt, vestindo um traje de proteção, relata ao ver a explosão quando ela e sua equipe de notícias são atacadas por uma figura esquelética mutilada. |              |                               |                  |                                                 |                         |                  |                          |

## Elenco e personagens

### Principal
- Javicia Leslie como Ryan Wilder / Batwoman
- Rachel Skarsten como Beth Kane / Alice
- Meagan Tandy como Sophie Moore
- Nicole Kang como Mary Hamilton / Poison Mary
- Camrus Johnson como Luke Fox / Batwing
- Victoria Cartagena como Renee Montoya[15]
- Robin Givens como Jada Jet[16]
- Nick Creegan como Marquis Jet

### Recorrente
- Rachel Maddow como the voice of Vesper Fairchild
- Allison Riley como Dana DeWitt
- Donny Lucas como a voz de Lucius Fox A.I.

### Convidado
- Amitai Marmorstein como Liam Crandle / Mad Hatter II[17]
- Sharon Taylor como Prefeita Hartley
- Heidi Ben como Steven / Killer Croc 2.0
- Alistair Abell como Mason
- Nevis Unipan como Whitney Hutchison
- Jennifer Cheon Garcia como Chefe Mercenária
- June B. Wilde como Dee Smithy
- Jennifer Higgin como Nora Fries
- Bridget Regan como Pamela Isley / Poison Ivy
- Keeya King como Jordan Moore
- Tom Lenk como Charlie Clark
- Josh Blacker como Virgil Getty
- Rob Nagle como Lazlo Valentin / Professor Pyg
- David Ramsey como John Diggle
- Alex Morf como Victor Zsasz
- Judy Reyes como Kiki Roulette
- Sam Littlefield como Jonathan Cartwright / Mouse
- Nathan Owens como Ocean
- Nathan Dashwood como Jack Napier / Joker
- Sara J. Southey como Barbara Kean
- Eric Ruggieri como Burton Crowne
- Glen Ferguson como Jeremiah Arkham
- Marcio Barauna como Mario Falcone

## Produção

### Desenvolvimento
Em 3 de fevereiro de 2021, foi anunciado que a The CW renovou 12 séries originais para temporadas adicionais nas temporadas de televisão 2021-2022. Uma dessas séries foi revelada como Batwoman, junto com outroas séries do Arrowverse, The Flash, e Legends of Tomorrow.

### Elenco
Javicia Leslie reprisa seu papel como Ryan Wilder/Batwoman, tendo substituído Ruby Rose na segunda temporada após a última eixar o show. Rachel Skarsten, Meagan Tandy, Nicole Kang e Camrus Johnson também retornam como Beth Kane/Alice, Sophie Moore, Mary Hamilton e Luke Fox/Batwing, respectivamente; entretanto, Dougray Scott não retornou como Jacob Kane. Em julho de 2021, Robin Givens, Victoria Cartagena, e Nick Creegan foram escalados como novos regulares da série para a terceiratemporada, como Jada Jet, Renee Montoya e Marquis Jet, respectivamente; Cartagena já havia interpretado Montoya em Gotham, da Fox. Em agosto de 2021, Bridget Regan foi escalada para o papel recorrente de Pamel Isley/Poison Ivy.

### Filmagem
As filmagens começaram a ser produzidas em 19 de julho de 2021 e concluídas em 22 de dezembro.

## Transmissão
A temporada estreou na The CW em 13 de outubro de 2021. O final da temporada foi ao ar em 2 de março de 2022.

## Recepção
| №  | Título                        | Exibição original       | Rating/share (18–49) | Audiência (em milhões) | DVR (18–49)    | Audiência em DVR (milhões) | Total (18–49)  | Audiência total (em milhões) |
| -- | ----------------------------- | ----------------------- | -------------------- | ---------------------- | -------------- | -------------------------- | -------------- | ---------------------------- |
| 1  | "Mad As a Hatter"             | 13 de outubro de 2021   | 0.1                  | 0.47                   | 0.1            | 0.26                       | 0.1            | 0.73                         |
| 2  | "Loose Tooth"                 | 20 de outubro de 2021   | 0.1                  | 0.49                   | 0.1            | 0.26                       | 0.2            | 0.75                         |
| 3  | "Freeze"                      | 27 de outubro de 2021   | 0.1                  | 0.42                   | por determinar | por determinar             | por determinar | por determinar               |
| 4  | "Antifreeze"                  | 3 de novembro de 2021   | 0.1                  | 0.52                   | por determinar | por determinar             | por determinar | por determinar               |
| 5  | "A Lesson from Professor Pyg" | 10 de novembro de 2021  | 0.1                  | 0.37                   | por determinar | por determinar             | por determinar | por determinar               |
| 6  | "How Does Your Garden Grow?"  | 17 de novembro de 2021  | 0.1                  | 0.41                   | 0.1            | 0.36                       | 0.2            | 0.77                         |
| 7  | "Pick Your Poison"            | 24 de novembro de 2021  | 0.1                  | 0.46                   | 0.1            | 0.31                       | 0.2            | 0.78                         |
| 8  | "Trust Destiny"               | 12 de janeiro de 2022   | 0.1                  | 0.52                   | por determinar | por determinar             | por determinar | por determinar               |
| 9  | "Meet Your Maker"             | 19 de janeiro de 2022   | 0.1                  | 0.44                   | por determinar | por determinar             | por determinar | por determinar               |
| 10 | "Toxic"                       | 26 de janeiro de 2022   | 0.1                  | 0.48                   | por determinar | por determinar             | por determinar | por determinar               |
| 11 | "Broken Toys"                 | 2 de fevereiro de 2022  | 0.1                  | 0.54                   | por determinar | por determinar             | por determinar | por determinar               |
| 12 | "We're All Mad Here"          | 23 de fevereiro de 2022 | 0.1                  | 0.41                   | por determinar | por determinar             | por determinar | por determinar               |
| 13 | "Are We Having Fun Yet?"      | 2 de março de 2022      | 0.1                  | 0.42                   | por determinar | por determinar             | por determinar | por determinar               |